# Elisabeth Sittig
Elisabeth Sittig (* 8. April 1899 in Rödelheim bei Frankfurt am Main; † 18. September 2001 in Barth) war eine deutsche Porträt-, Stillleben- und Landschaftsmalerin sowie Pädagogin.

## Leben
Elisabeth Sittig wurde 1899 als Tochter des Kaufmanns Saalfeld in Rödelheim bei Frankfurt/Main geboren. Von 1905 bis 1920 besuchte sie die Mittelschule und anschließend ein Lyzeum. Nach Studium und Examen 1922 folgten Lehramtskandidatin und Lehrerin in Frankfurt/Main. Neben ihrem Beruf besuchte sie bereits von 1917 bis 1929 die Kunstschule in Frankfurt/Main, wo Johann Vincenz Cissarz, Karl Nebel, Friedrich Christoph Hausmann, Johann Georg Mohr und Franz Karl Delavilla zu ihren Lehrern zählten. Sie war außerdem von 1923 bis 1925 Meisterschülerin bei Hans Brasch. Sie war dann weiter im Schuldienst in Frankfurt/Main und später in Harsleben bei Halberstadt tätig.
1932 heiratete sie den Biologielehrer Walter Sittig (Dr. rer. nat.), zwei Jahre später wurde ihre Tochter Ariane geboren. 1939 übersiedelte die Familie aus beruflichen Gründen des Mannes nach Barth. Dieser fiel noch kurz vor Ende des Zweiten Weltkrieges.
Elisabeth Sittig wurde 1945 Mitglied im Kulturbund zur demokratischen Erneuerung Deutschlands (Kunstschaffender, Sektion „Bildende Kunst“) und später im Verband Bildender Künstler (VBK). Über viele Jahre gab sie Zeichen- und Sportunterricht an Barther Schulen.
Erste Auftragsarbeiten waren Porträts für die sowjetische Besatzungsmacht. Vor allem Porträts und Kinderporträts sollten neben Stillleben und Landschaften ihre häufigsten Motive werden. Zu ihrem Freundeskreis gehörten u. a. Käthe und Theodor Schultze-Jasmer, Ruth Klatte, Max Schwimmer, Kate Diehn-Bitt, Hedwig Holtz-Sommer oder Edith Dettmann.
Im September 2001 starb Elisabeth Sittig im Alter von 102 Jahren.
Ihre Werke befinden sich in der grafischen Sammlung der Kunsthalle Rostock, der Galerie Junge Kunst Frankfurt/Oder, im Besitz des Landkreises Nordvorpommern und der Stadt Barth.

## Ehrungen
- 1983: Hans-Grundig-Medaille
- 1983: Verdienstmedaille der DDR
- 1993: zum 94. Geburtstag Ehrenbürgerin von Barth
- 1999: zum 100. Geburtstag, Ehrung der Künstlerin mit Personalausstellung und Lebensausstellung

## Ausstellungen
- 1969: zum 70. Geburtstag im Kunstkaten Ahrenshoop
- 1974: zum 75. Geburtstag in der Rostocker Kunsthalle und im Kunstpavillon Heringsdorf
- 1999: zum 100. Geburtstag im Vineta-Museum Barth